# 대니얼 스터플빔
대니얼 스터플빔(Daniel L. Stufflebeam)은 미국의 교육학자이다.
스터플빔은 오하이오 주립 대학의 평가 센터에 근무한 경험이 있다.

## 논문
- Stufflebeam, D. L. 외. (1971). Educational evaluation and decision-making in education.(교육 평가와 교육에서의 의사결정)
- "The Ten Commandments, Constitutional Amendments, and Other Evaluation Checklists(십계명, 헌법 개정안, 그리고 기타 평가 체크리스트)", AEA 2000

## CIPP 평가 모형
1971년, 스터플빔은 구바와 함께 CIPP 평가 모형을 제안하였다. CIPP 평가 모형은 상황(Context) 평가, 투입(Input) 평가, 과정(Process) 평가, 산출(Product) 평가로 구성된다.